# Avion de patrulare marină

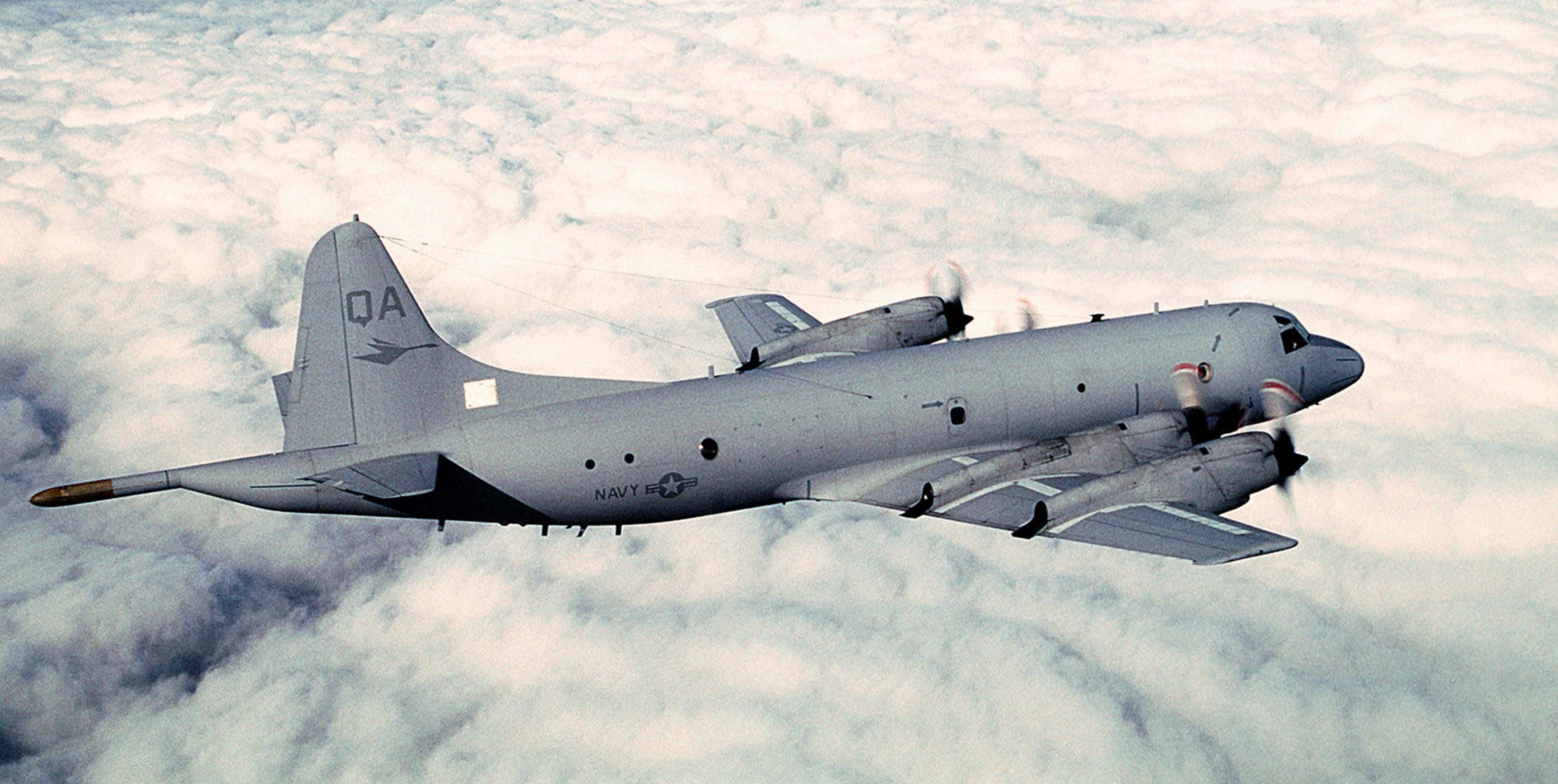
Lockheed P-3 Orion al US NAVY

Un avion de patrulare marină este un avion militar cu aripi fixe destinat să patruleze pe durată lungă, cu rol antisubmarin, luptă antinavală, alarmare și activități de căutare și salvare.
Caracteristica principală a acestor avioane este autonomia mare, ele fiind capabile să zboare neîntrerupt până la 14 ore. În zona ce trebuie supravegheată zboară de obicei cu mare viteză și la mare altitudine, dar poate zbura și cu viteză mai mică deasupra apei.  